# Kassel-Schale

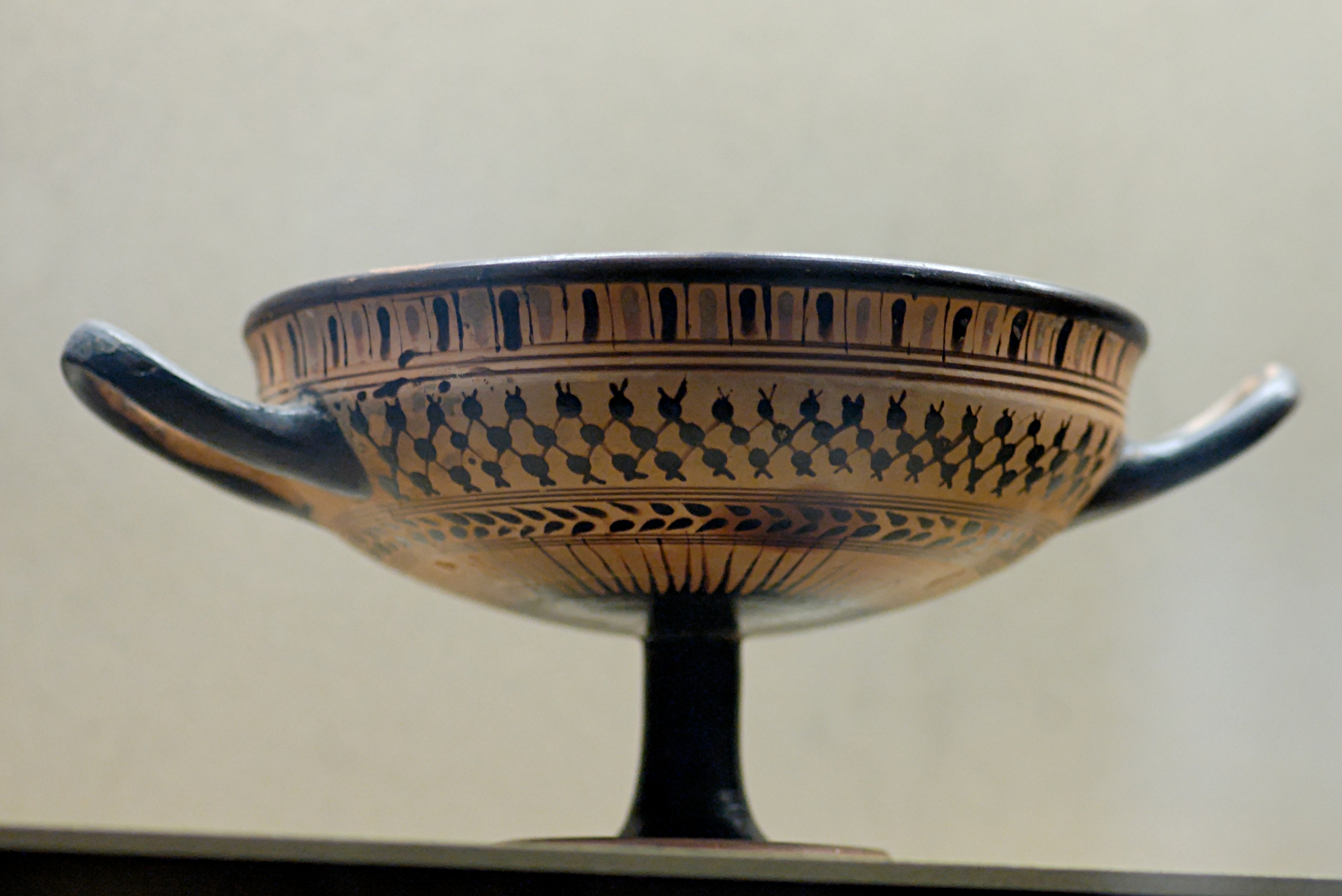
Kassel-Schale, um 540 v. Chr., Paris, Louvre Inv. E 673

Kassel-Schalen, auch Kasseler Schalen und Gruppe der Kasseler Schalen sind eine Sondergruppe der attischen Kleinmeister-Schalen, die in den Jahrzehnten 540–520 v. Chr. in Athen gefertigt wurden.
Die Kassel-Schalen stehen den Bandschalen recht nahe, sind aber flacher und meist relativ klein. Anders als die Bandschalen sind auch Rand und der äußere Beckenboden verziert. Lippe und Körper der Schalen sind meist mit einfachen Bandmustern verziert. Im Allgemeinen sind das Zungen auf der Lippe und Strahlen auf dem Restkörper. Einige Maler zeichnen silhouettenhafte Figuren in der Henkelzone, insgesamt sind figürliche Bilder aber die Ausnahme. Vor allem die Verzierungen lassen eine Verbindung zu den Sianaschalen erahnen. Friesgliederung, Dekorelemente und der für den schwarzfigurigen Stil unübliche Verzicht auf die Ritzungen sprechen für eine Verbindung zwischen attischer und ionischer Vasenmalerei.
Ihren Namen erhielten die Kassel-Schalen nach dem ehemaligen Aufbewahrungsort eines 1898 bei von Johannes Boehlau geleiteten Ausgrabungen in Samos gefundenen Schalenfragments, das bis zu seiner Zerstörung während eines Brandes im Museumskeller im Zuge des Zweiten Weltkrieges in der Antikensammlung Kassel aufbewahrt wurde.